# Borgorose
Borgorose (Ju Bùrgu in dialetto locale) è un comune italiano di 4 237 abitanti, situato nella valle del Salto (Cicolano), in provincia di Rieti, nel Lazio al confine con l'Abruzzo. Fino al 1960 denominato Borgocollefegato, fino al 1927 parte della provincia dell'Aquila e, dal 1233 al 1861, per oltre 600 anni, è stato parte integrante del Giustizierato d'Abruzzo e della provincia Abruzzo Ulteriore II, nel distretto di Cittaducale, con capoluogo L'Aquila. Fa parte della Comunità montana Salto Cicolano.

## Geografia fisica

### Territorio
Il territorio è posto nell'entroterra appenninico ed è contornato ad ovest dai prodromi dei Monti Carseolani (Monte Val de' Varri, Monte Faito, Monte della Nebbia, Monte San Nicola), a sud dalla Marsica con le Montagne della Duchessa e a nord dai Monti del Cicolano (gruppo del Monte Fratta) con il gruppo montuoso di Monte Nuria. Nel territorio è compresa la Riserva regionale Montagne della Duchessa posta al confine con il Parco naturale regionale Sirente-Velino.
Si può suddividere in una parte pedemontana abitata, disposta su un altopiano (Piana di Borgorose-Corvaro), sui rilievi limitrofi e alcune strette valli adiacenti al corso del fiume Salto ad una quota media di circa 800 m s.l.m., e una parte montana in quota, lungo le Montagne della Duchessa, dove si trova il Lago della Duchessa, e lo spartiacque appenninico fino ad un'altitudine massima di 2239 m al confine sud-est con l'Abruzzo, la provincia dell'Aquila e la catena del Sirente-Velino.

### Clima
- Classificazione climatica: zona E, 2697 GR/G

Il clima è tipicamente continentale con forti escursioni termiche giornaliere e annuali in condizioni anticicloniche specie nel fondovalle abitato, con una piovosità media che tende ad aumentare con la quota per effetto orografico di stau dei Monti della Duchessa. Diffuse le gelate invernali e le precipitazioni nevose nella fascia montana in quota nel periodo novembre-aprile.

## Storia

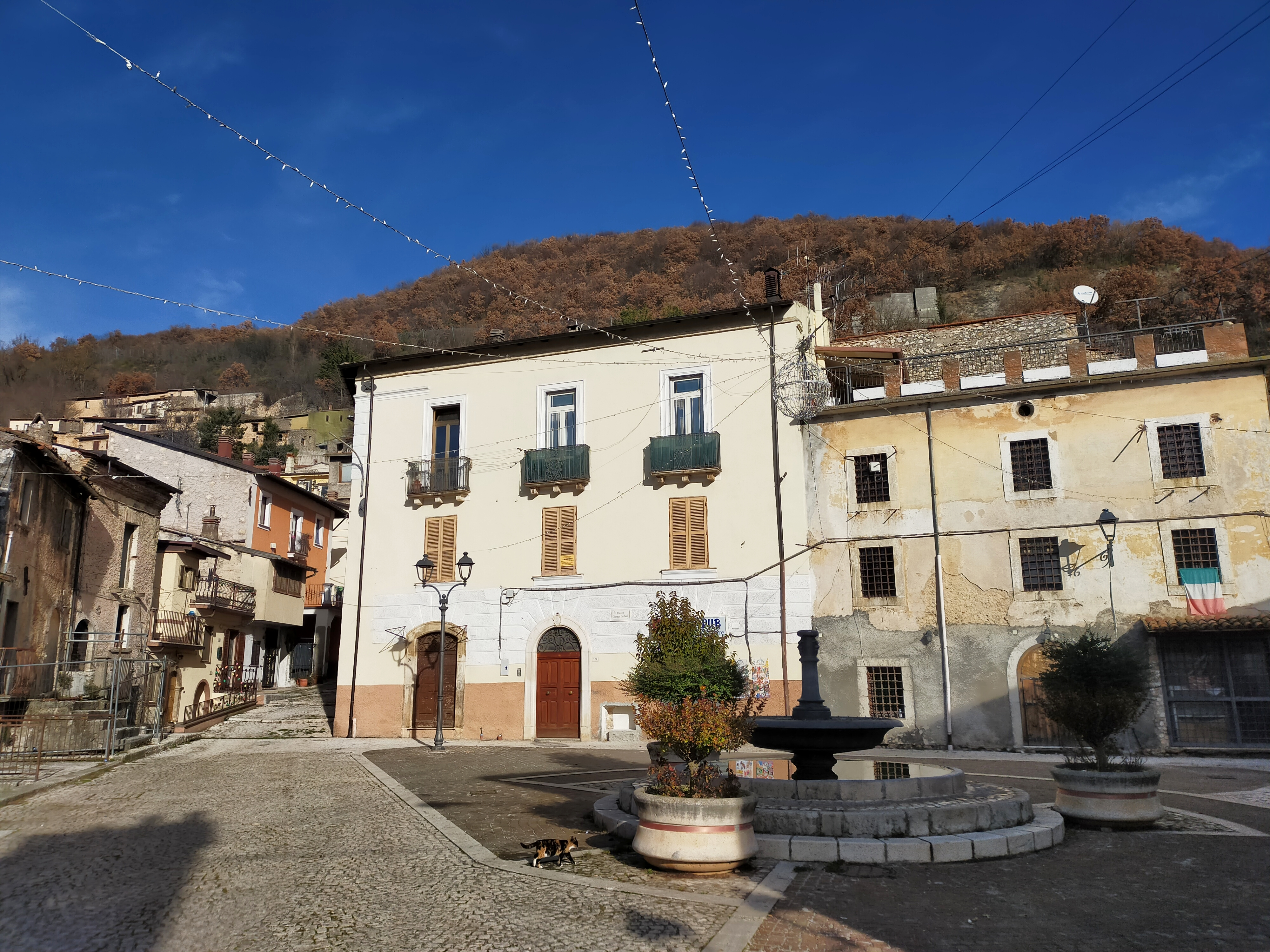
Centro storico di Borgorose

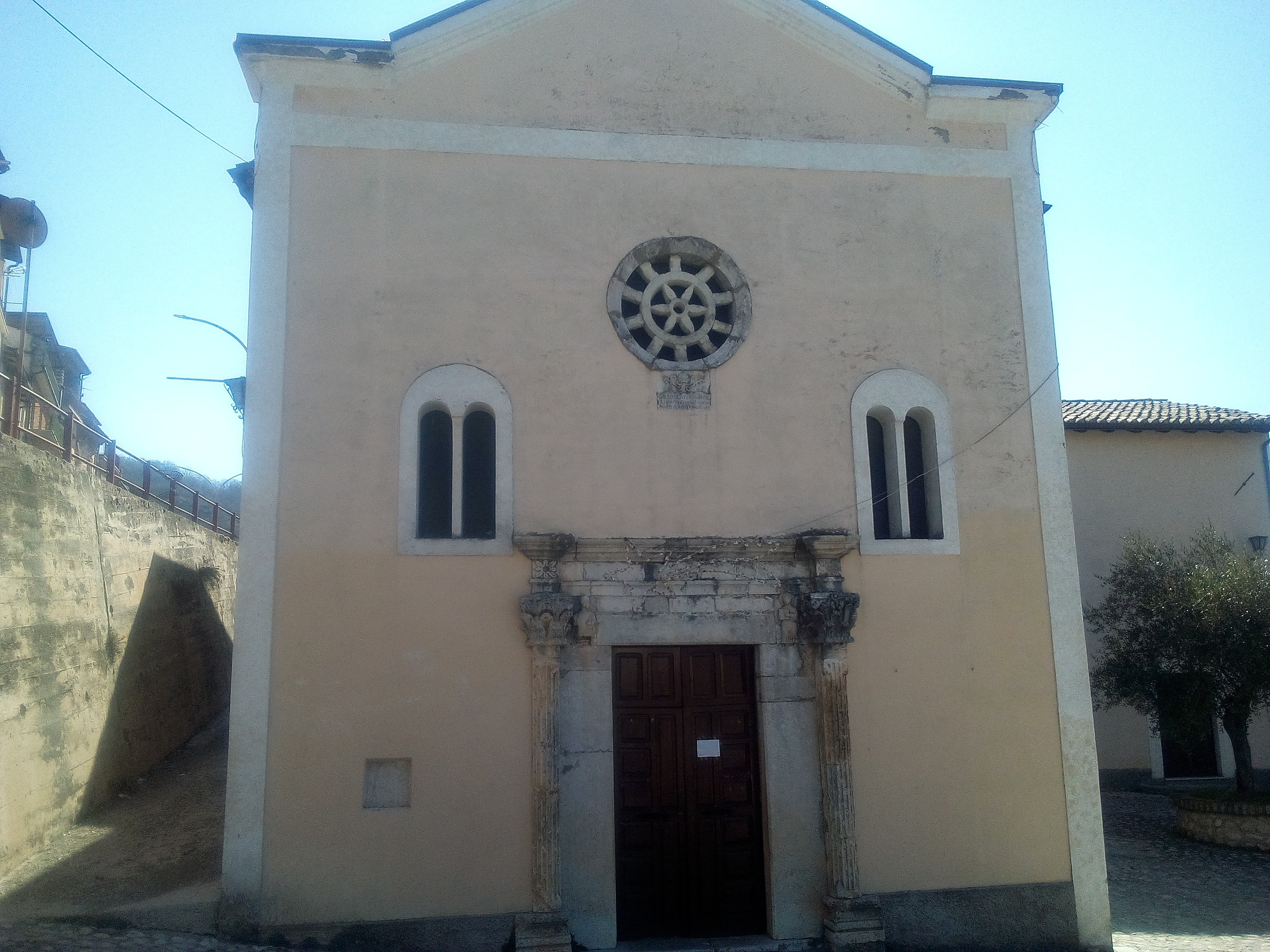
Chiesa di Sant'Anastasia

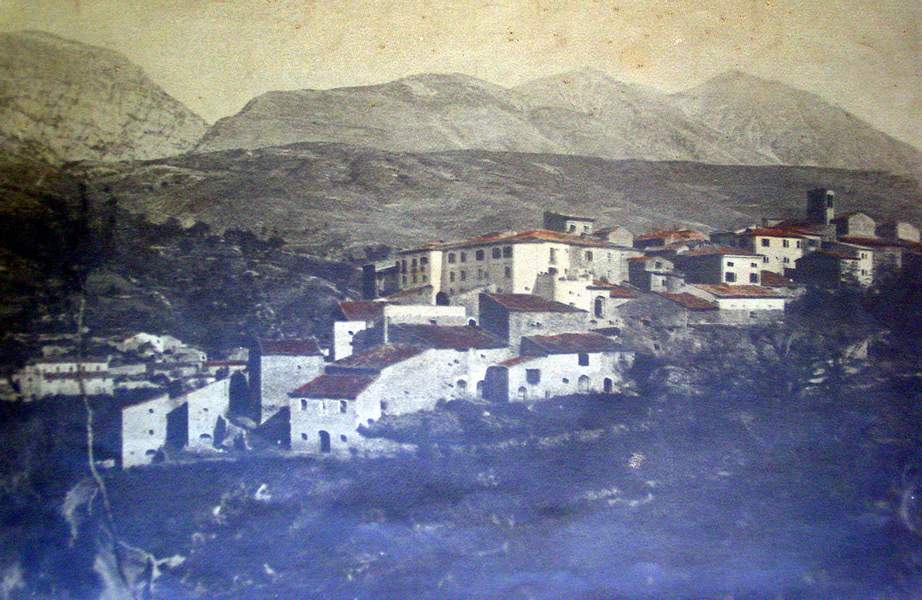
Sant'Anatolia prima del terremoto della Marsica del 1915, fotografata da Vojtěch Eduard Šaff nel 1894

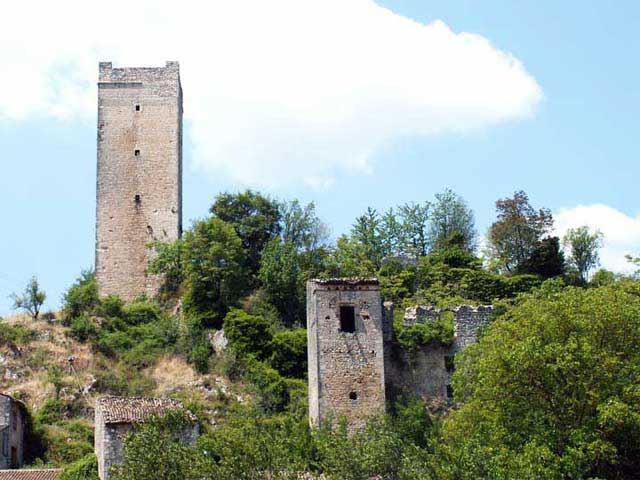
Torano Vecchio

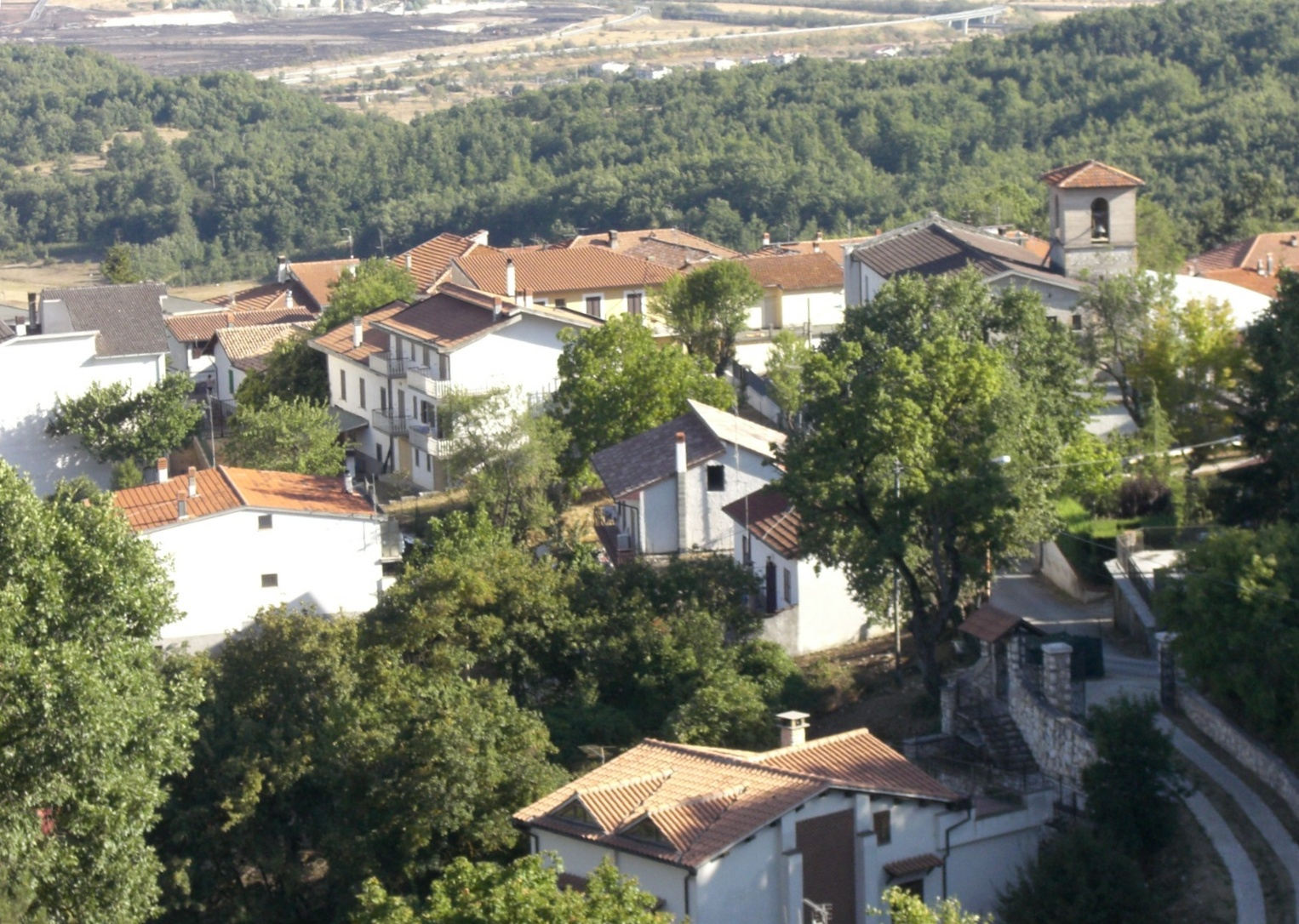
Borgo di Spedino

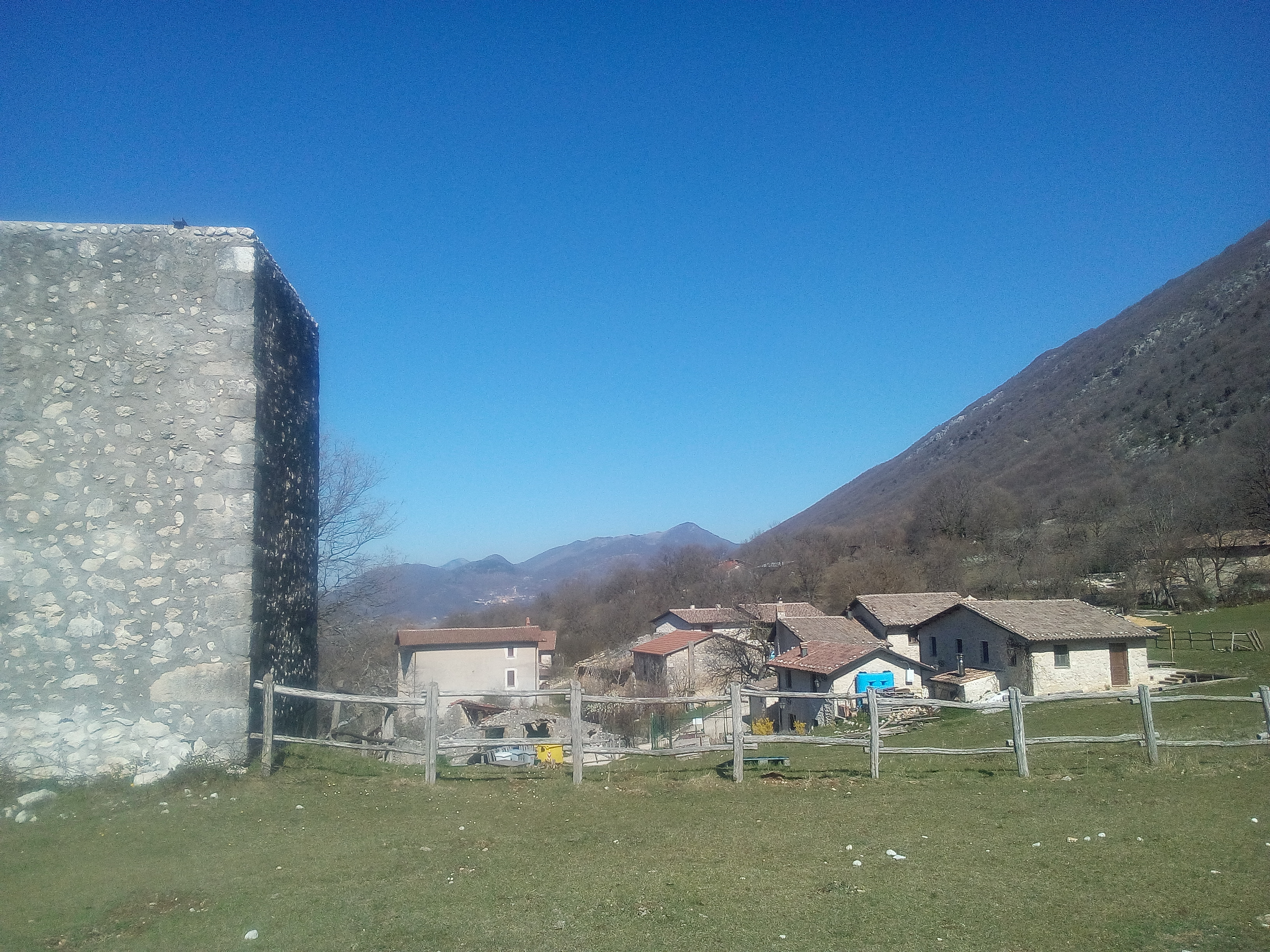
Veduta di Cartòre

Il centro fu abitato in epoca preistorica dagli Aborigeni, occupato dai Sabini, dagli Equi che furono sottomessi dai coloni romani nell'epoca repubblicana insieme ai Marsi nel vicino lago Fucino.
Nella frazione di Sant'Anatolia sorgeva l’antica città di Thora (o Tiora), riportata da Dionigi di Alicarnasso, e celebre per un oracolo di Marte nel quale il vaticinio era dato da un picchio sacro. Il borgo di Sant'Anatolia conserva le tracce di murature in opera poligonale pertinenti all'antico centro.
Un altro insediamento equicolo di origine molto antica sorgeva presso Corvaro, dove è presente un oppidum fortificato con i resti della cinta muraria in opera poligonale ed inoltre il celebre tumulo funerario. Oggi questo insediamento è stato identificato con l’antica città di Lista, città madre degli Aborigeni, che sorgeva ad appena 4,2 chilometri da Thora (nei pressi della contemporanea Sant'Anatolia) e conquistata di sorpresa da una spedizione bellica notturna dei Sabini provenienti da Amiternum.
Molte chiese sparse nel territorio di Borgorose sorgono al di sopra di precedenti luoghi di culto equicoli, con ampi resti di murature in opera poligonale.
Durante il Medioevo appartenne all'inizio dell'VIII secolo al ducato di Spoleto, il cui Duca Trasmondo lo donò nel 725 al Monastero di Farfa che ivi edificò l'abitato di Corvaro; fu successivamente devastato da Normanni e Saraceni. In seguito entrò a far parte della curia di Rieti, nonostante le strette vicinanze con L'Aquila; Nel Medioevo il paese appartenne al regno di Napoli e fu sotto il dominio della famiglia Mareri. Nei dintorni sorge la medievale Torre di Taglio, nota anche come Torre di Suna. A Torano fu combattuta una battaglia tra i Camponeschi e gli Orsini. Tuttavia gli aquilani persero nel XV secolo il controllo del centro, che andò definitivamente al Regno di Napoli, col dominio dei Colonna e successivamente dei Barberini.
Il territorio fu al centro delle tragiche vicende del brigantaggio pre e post unitario. La banda dei briganti di Cartore, guidata da Berardino Viola e che fu protagonista di tragici episodi di violenza, operò contro la struttura politico-amministrativa dei piemontesi commettendo atti criminali dall'unità d'Italia e fino al 1870, anno della presa di Roma.
Il 13 gennaio 1915 il territorio subì gravi danni a causa del terremoto di Avezzano. Nel 1927 Benito Mussolini istituì la provincia di Rieti, distaccando il borgo dalla provincia dell’Aquila. Il paese si chiama così dal 1960. Precedentemente aveva la curiosa denominazione di Borgocollefegato, sostituito con il più eufonico Borgorose. Nei decenni successivi si è avuto lo sviluppo del commercio e del turismo.

## Monumenti e luoghi d'interesse

### Architetture religiose
- Il santuario di Santa Maria delle Grazie presso Collefegato ingloba un imponente basamento in opera poligonale di III maniera, con blocchi di calcare rossastro. Questo basamento, a causa dell’eccessiva altezza, venne rinforzato già in epoca romana da un contrafforte in opera quadrata. È probabile che queste mura poligonali, in quanto riutilizzate nelle fondazioni di una chiesa cristiana, siano appartenute originariamente al podio di un tempio. La continuità di culto tra fanum (il “tempio” pagano) e chiesa cristiana è infatti molto attestata nella zona.
- La chiesa di San Mauro in Fano è stata ricavata in un precedente edificio romano in opera quadrata, con blocchi parallelepipedi di calcare. Il toponimo Fano indurrebbe ad interpretare la struttura come un luogo di culto equicolo (fanum). Il buono stato di conservazione della struttura si deve al suo riutilizzo nel Medioevo come chiesa benedettina.
- La chiesa di San Giovanni in Leopardo riutilizza nell’abside dei grandi blocchi squadrati di calcare, pertinenti ad una precedente struttura romana probabilmente in opera quadrata. Il ritrovamento di una terracotta votiva sembra attestare la pertinenza di queste strutture ad un’area sacra. La chiesa venne eretta dai benedettini nel XII secolo, riutilizzando le strutture precedenti. È divisa in cinque navate e presenta una grande cripta.
- Nella vicina Villerose sono state rinvenute due epigrafi con dedica ad Ercole, il cui culto era molto diffuso presso i mandriani ed i pastori ed al quale forse era dedicato uno di questi santuari. La località inoltre andrebbe messa in relazione ad un antico percorso di transumanza. Un'altra epigrafe rinvenuta sempre a Villerose attesta il culto di Silvano, protettore delle greggi, a testimonianza di una comunità ad economia pastorale.
- A circa due chilometri da Corvaro, sorge la chiesa di San Francesco Vecchio che, secondo la tradizione, sarebbe l'ottavo convento fondato da San Francesco d'Assisi, che soggiornò proprio a Corvaro. La chiesa sarebbe stata edificata intorno al XIII secolo dalla prima congregazione di Terziari Francescani e sull'altare è conservata una pala lignea che rappresenta Cristo in croce. Il convento, ormai abbandonato, sorge attaccato al muro di fondo della chiesa ed è circondato da un terreno che un tempo veniva utilizzato dai monaci come cimitero. La struttura venne abbandonata dopo il 1250 con la costruzione del nuovo convento, andato perduto, e della nuova chiesa di San Francesco Nuovo.
- La chiesa di San Francesco Nuovo, che dal 1250 sostituiva la preesistente chiesa di San Francesco Vecchio, è stata ricostruita dopo il disastroso terremoto del 1915, che colpì la vicina Marsica, con un'opera di restauro risalente al 1927-28. Negli anni cinquanta furono affrescate una serie di pitture parietali che raffigurano la vita di San Francesco; inoltre, all'interno della chiesa, è conservata la reliquia del cappuccio dello stesso Santo, donato, secondo la tradizione, alla popolazione locale.
- Chiesa parrocchiale di Sant'Anastasia
- Santuario della Madonna delle Grazie
- Chiesa di San Lorenzo a Cartòre

### Aree naturali
- Riserva regionale Montagne della Duchessa
- Gruppo montuoso del Monte Fratta
- Valle di Malito

## Società

### Evoluzione demografica
Abitanti censiti

## Cultura

### Musei
Nel 2016 è stato inaugurato il MAC, Museo Archeologico Cicolano situato nella frazione di Corvaro. L'area museale si compone di dieci sale in cui sono esposti i reperti emersi durante gli scavi effettuati nelle aree archeologiche del territorio della valle del Salto.
Viene inaugurato, nel 2018, il Museo della Riserva Naturale Montagne della Duchessa, anch'esso situato a Corvaro. All'interno dello stesso, sono raccolti vari esemplari tassedermizzati di animali presenti all'interno della Riserva, tra cui un esemplare di orso marsicano, con annesse descrizioni degli esemplari.

### Eventi
Ad agosto si tiene la manifestazione "I Cavalieri delle montagne".

## Economia
Di seguito la tabella storica elaborata dall'Istat a tema Unità locali, intesa come numero di imprese attive, ed addetti, intesi come numero addetti delle unità locali delle imprese attive (valori medi annui).
|           | 2015                  |                              |                            |                |                       |                     | 2014                  |                | 2013                  |                |
| --------- | --------------------- | ---------------------------- | -------------------------- | -------------- | --------------------- | ------------------- | --------------------- | -------------- | --------------------- | -------------- |
|           | Numero imprese attive | % Provinciale Imprese attive | % Regionale Imprese attive | Numero addetti | % Provinciale Addetti | % Regionale Addetti | Numero imprese attive | Numero addetti | Numero imprese attive | Numero addetti |
| Borgorose | 193                   | 1,98%                        | 0,04%                      | 421            | 1,84%                 | 0,03%               | 208                   | 477            | 209                   | 554            |
| Rieti     | 9.765                 |                              | 2,14%                      | 22.908         |                       | 1,49%               | 10.044                | 23.834         | 10.407                | 25.272         |
| Lazio     | 455.591               |                              |                            | 1.539.359      |                       |                     | 457.686               | 1.510.459      | 464.094               | 1.525.471      |

Nel 2015 le 193 imprese operanti nel territorio comunale, che rappresentavano l'1,98% del totale provinciale (9.765 imprese attive), hanno occupato 421 addetti, l'1,84% del dato provinciale (22.908 addetti); in media, ogni impresa nel 2015 ha occupato due persone (2,18).

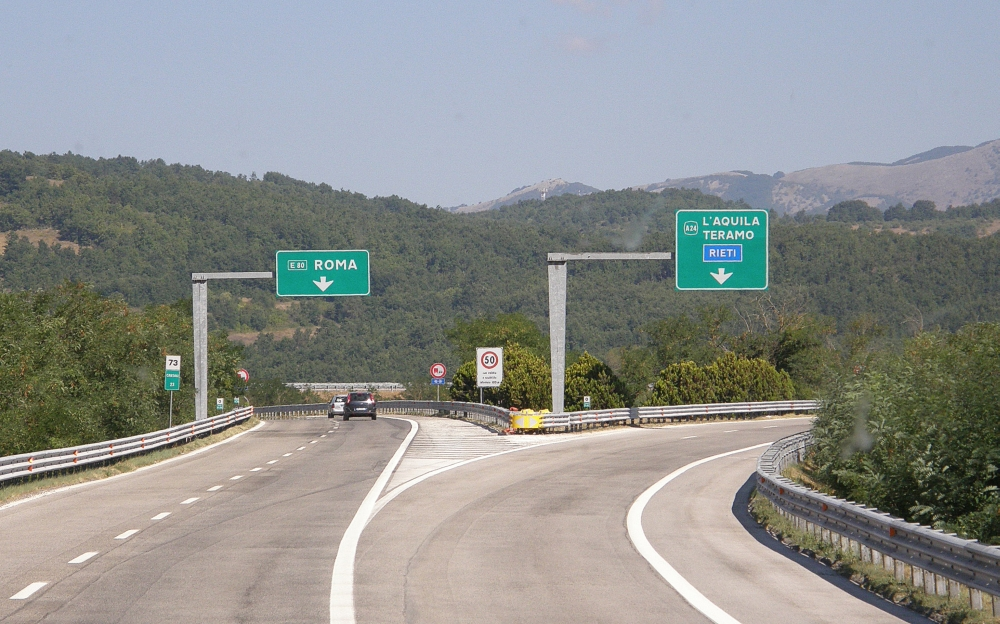
Svincolo direzionale di Torano A25-A24

## Infrastrutture e trasporti

### Strade
Borgorose è uno dei pochi comuni della provincia di Rieti serviti da uno svincolo autostradale: il territorio comunale è infatti attraversato dall'autostrada A24 (che collega Borgorose da un lato a Roma e dall'altro all'Aquila), dalla quale in località Torano si dirama l'autostrada A25 (che conduce ad Avezzano e Pescara); il casello a servizio del comune è denominato "Valle del Salto".
Inoltre, dal casello autostradale ha origine la strada statale 578 Salto Cicolana (detta anche superstrada Rieti-Torano), una strada a scorrimento veloce che collega il comune al capoluogo di provincia Rieti, al lago del Salto e agli altri centri del Cicolano.

## Amministrazione
Nel 1927, a seguito del riordino delle circoscrizioni provinciali stabilito dal regio decreto n. 1 del 2 gennaio 1927, quando venne istituita la provincia di Rieti, Borgocollefegato passò dalla provincia dell'Aquila a quella reatina.
Nel 1960 cambiò denominazione in Borgorose.
| Periodo | Periodo   | Primo cittadino          | Partito              | Carica  | Note    |
| ------- | --------- | ------------------------ | -------------------- | ------- | ------- |
| 1995    | 1999      | Antonio Placidi          | Lista civica         | Sindaco |         |
| 1999    | 2002      | Maria Lucia Tempesta     | Lista civica         | Sindaco | Dimessa |
| 2003    | 2008      | Michele Pasquale Nicolai | Patto per le libertà | Sindaco |         |
| 2008    | 2013      | Michele Pasquale Nicolai | Patto per le libertà | Sindaco |         |
| 2013    | 2018      | Mariano Calisse          | Azione e futuro      | Sindaco |         |
| 2018    | 2023      | Mariano Calisse          | Azione e futuro      | Sindaco |         |
| 2023    | in carica | Mariano Calisse          | Azione e futuro      | Sindaco |         |

### Altre informazioni amministrative
Fa parte della Comunità montana Salto Cicolano.

## Sport
L' A.S.D. Borgorose è una squadra che milita nel girone C di seconda categoria laziale.
Lo Sporting Corvaro, invece, è una squadra che rappresenta la frazione di Corvaro e milita anch'essa nel girone C di seconda categoria laziale.